# Питтас, Алексис
Алексис Питтас (греч. Αλέξης Πίττας; 31 октября 1979) — кипрский футболист, нападающий. Сыграл 1 матч за сборную Кипра. 

## Биография

### Клубная карьера
Профессиональную карьеру начал в 2001 году в составе клуба «Омония» (Никосия). В сезоне 2002/03 стал с командой чемпионом Кипра, однако летом 2003 года покинул клуб и перешёл в лимасольский «Аполлон», где выступал на протяжении двух сезона. Затем подписал контракт с другим клубом чемпионата Кипра «Олимпиакос» (Никосия), в котором провёл три сезона. Летом 2008 года перешёл в клуб второго дивизиона ПАЕЕК. Зимой 2009 года перешёл в другой клуб лиги МЕАП (Нису), с которым отыграл полтора сезона во втором дивизионе, но позже вылетел с командой в третий, а затем и в четвёртый дивизион. В сезоне 2014/15 вернулся с клубом в третий дивизион и завершил игровую карьеру после окончания сезона.

### Карьера в сборной
19 мая 2004 года в товарищеской встрече со сборной Иордании сыграл свой единственный матч за сборную Кипра, в котором вышел на замену на 23-й минуте вместо Гиоргоса Николау.

## Достижения
«Омония» Никосия
- Чемпион Кипра: 2002/03